# John Wood (attivista)
John J. Wood (San Francisco, 29 gennaio 1964) è un attivista statunitense.
Fondatore e presidente esecutivo di Room to Read, un'organizzazione senza scopo di lucro dedicata a combattere la povertà nel mondo attraverso il potere dell'istruzione, è anche l'autore di Leaving Microsoft to Change the World (Harper Collins, settembre 2006).

## Biografia
John Wood è il fondatore di Room to Read, un gruppo no-profit che costruisce scuole e biblioteche per bambini in Asia e in Sud Africa. Wood è nato e cresciuto ad Hartford, nel Connecticut. Ha conseguito una laurea in finanza presso l'Università del Colorado, una laurea in amministrazione aziendale presso la Kellogg Graduate School of Management della Northwestern University e il dottorato honoris causa in lettere umane presso l'Università di San Francisco e Westminster College.
John ha fondato Room to Read nel 2000 dopo una carriera con Microsoft dal 1991 al 1999, dove ha diretto team di marketing e sviluppo commerciale in tutta l'Asia come direttore del Business Development per la regione della Grande Cina e come Direttore del Marketing per la regione Asia-Pacifico.
In qualità di presidente esecutivo di Room to Read, Wood viaggia molto per finanziare l'organizzazione e per far capire il concetto che il mondo cambia con l'educazione dei bambini. Room to Read cerca di trasformare in meglio la vita dei bambini nei paesi in via di sviluppo, trasformazione incentrata sulla parità di alfabetizzazione e di genere nell'istruzione. Lavorando in collaborazione con le comunità locali, con le organizzazioni partner e con i governi, Room to Read si propone di sviluppare l'alfabetizzazione e l'abitudine di lettura tra i bambini della scuola elementare e sostiene le ragazze nel completare le scuole secondarie con le abilità necessarie per avere successo a scuola ed oltre.
A partire dal 2010, Room to Read ha fondato 1.128 scuole e 10.000 biblioteche in Nepal, Cambogia, Vietnam, Sri Lanka, Laos, India, Sudafrica, Zambia e Bangladesh. Inoltre l'organizzazione ha pubblicato 433 libri per bambini nelle lingue locali; ha distribuito 7,4 milioni di libri e ha fornito circa 9.000 borse di studio per le ragazze di queste nazioni.
I programmi di Room to Read hanno riguardato più di quattro milioni di bambini; dal 2010 parte un progetto per migliorare l'alfabetizzazione di dieci milioni di bambini entro il 2015.

## L'uscita da Microsoft per cambiare il mondo
Nel suo libro autobiografico tradotto in 20 lingue, Leaving Microsoft to Change the World: An Entrepreneu's Odissey to Educate the World's children, John condivide la storia di come ha lasciato la sua posizione in Microsoft per fondare Room to Read. Nel libro, egli descrive come ha raccolto oltre 80 milioni di dollari sviluppando una delle organizzazioni non-profit in più rapida crescita della storia. Il libro è stato descritto da Publishers Weekly in una recensione interpretandolo come "una lettura stimolante e contagiosa".
Nel 2010, Wood ha pubblicato il suo primo libro per bambini Zak the Yak With Books on His Back che racconta la storia del robusto e amabile Zak, uno yak che aiuta a portare migliaia di libri in un villaggio rurale in Nepal. Illustrato a colori vivaci dal pluripremiato artista nepalese Abin Shrestha, il libro mette in luce le sfide affrontate dagli studenti in paesi privi di risorse come il Nepal.